# راب رویر
راب رویر (انگلیسی: Robb Royer؛ زادهٔ ۶ دسامبر ۱۹۴۲) ترانه‌سرا، موسیقی‌دان و فیلم‌نامه‌نویس اهل ایالات متحده آمریکا است. وی از سال ۱۹۶۴ میلادی تاکنون مشغول فعالیت بوده‌است.
وی در سال ۱۹۷۰ میلادی، برندهٔ جایزه اسکار بهترین ترانه شد.